# Podgrad (Gornja Radgona, Slovenija)
Podgrad je naselje u slovenskoj Općini Gornjoj Radgoni. Podgrad se nalazi u pokrajini Štajerskoj i statističkoj regiji Pomurju. 

## Stanovništvo
Prema popisu stanovništva iz 2002. godine naselje je imalo 178 stanovnika.